# Setzingen

Vị trí Setzingen trong huyện Alb-Donau

Setzingen là một thị xã thuộc huyện Alb-Donau, bang Baden-Württemberg, Đức.

## Địa lý
Setzingen nằm ở sườn phía nam dãy núi Swabian Jura, ngoại ô thung lũng Lone, cách Langenau khoảng 5km về phía bắc và cách Ulm 20 km về phía đông bắc.